# Ficedula superciliaris
El papamoscas ultramarino (Ficedula superciliaris) es una especie de ave paseriforme de la familia Muscicapidae propia de las montañas del subcontinente indio. 

## Descripción

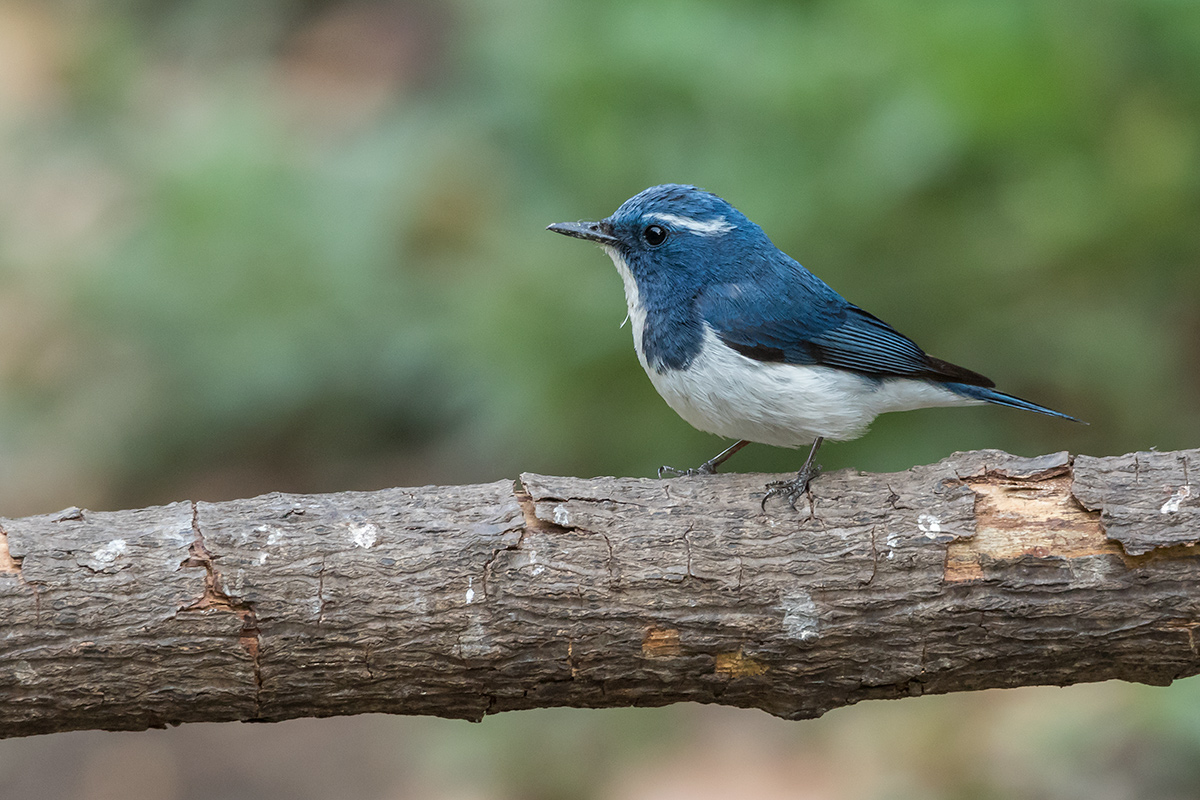
Macho.

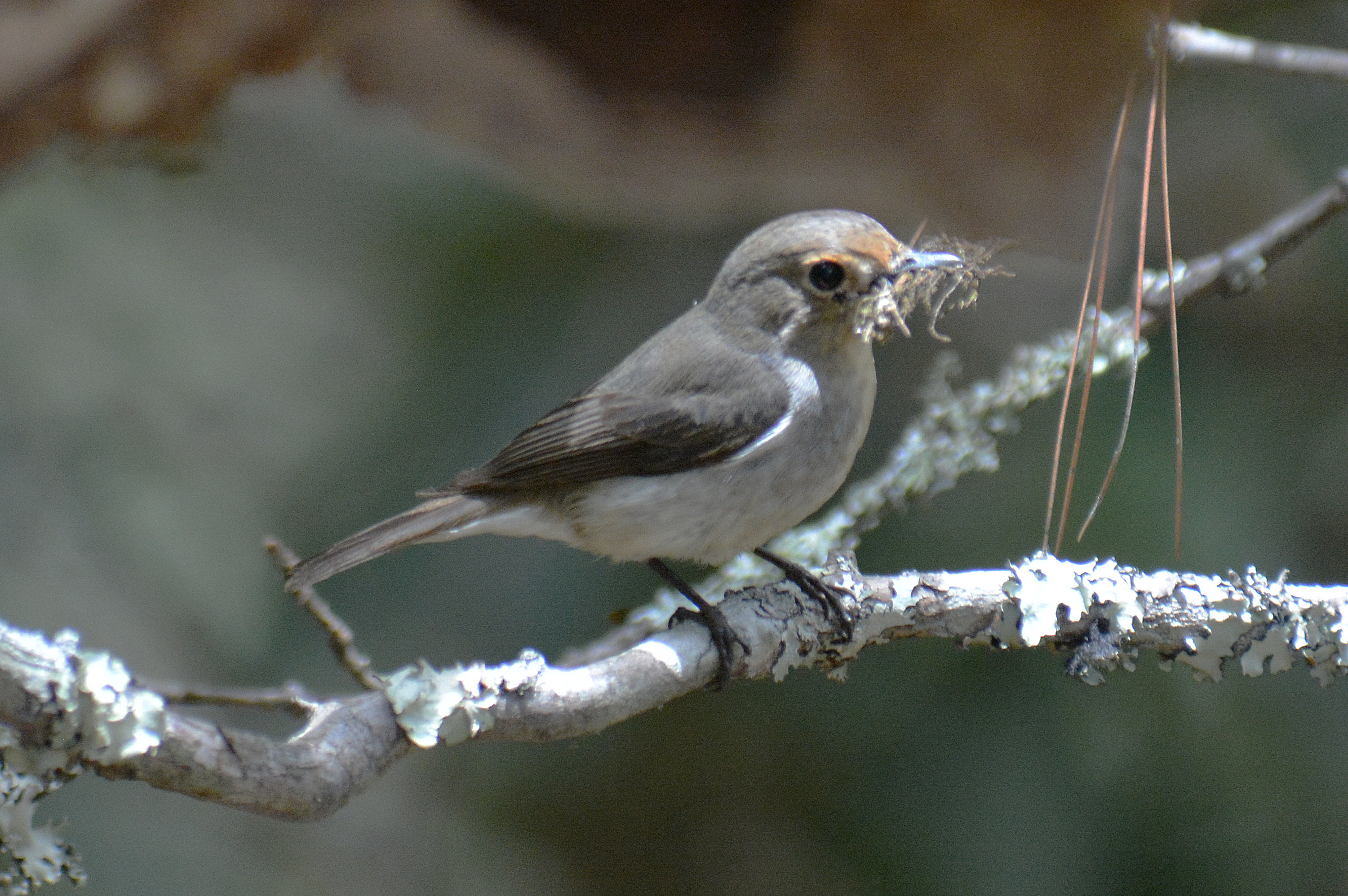
Hembra recolectado material para el nido.

Es un pájaro pequeño, que mide unos 10 cm de largo, y constitución robusta. El macho tiene la parte superior de la cabeza, los laterales del cuello y espalda de color azul oscuro, y además presenta dos manchas en forma de lengua que se prolongan por el pecho desde los laterales del cuello. El resto de sus partes inferiores son blancas. Suele presentar largas listas superciliares que se prolongan desde el ojo hasta la nuca. Sus alas y cola son de color negro. La hembra en cambio tiene las partes superiores de color pardo grisáceas (sin prolongaciones en el pecho) con las alas y cola negruzcas.
La cantidad de blanco en la lista superficial y en la cola tienen una variación clinal de oeste a oeste del Himalaya, y diferencia a las tres subespecies:
- La subespecie nominal del himalaya occidental tiene la lista superciliar blanca característica y las bases de las plumas exteriores de la cola blanca.
- La subespecie aestigma del este del Himalaya carece de las manchas blancas características.
- La población de los montes de Assam, cleta, carece por completo de lista superciliar

## Distribución

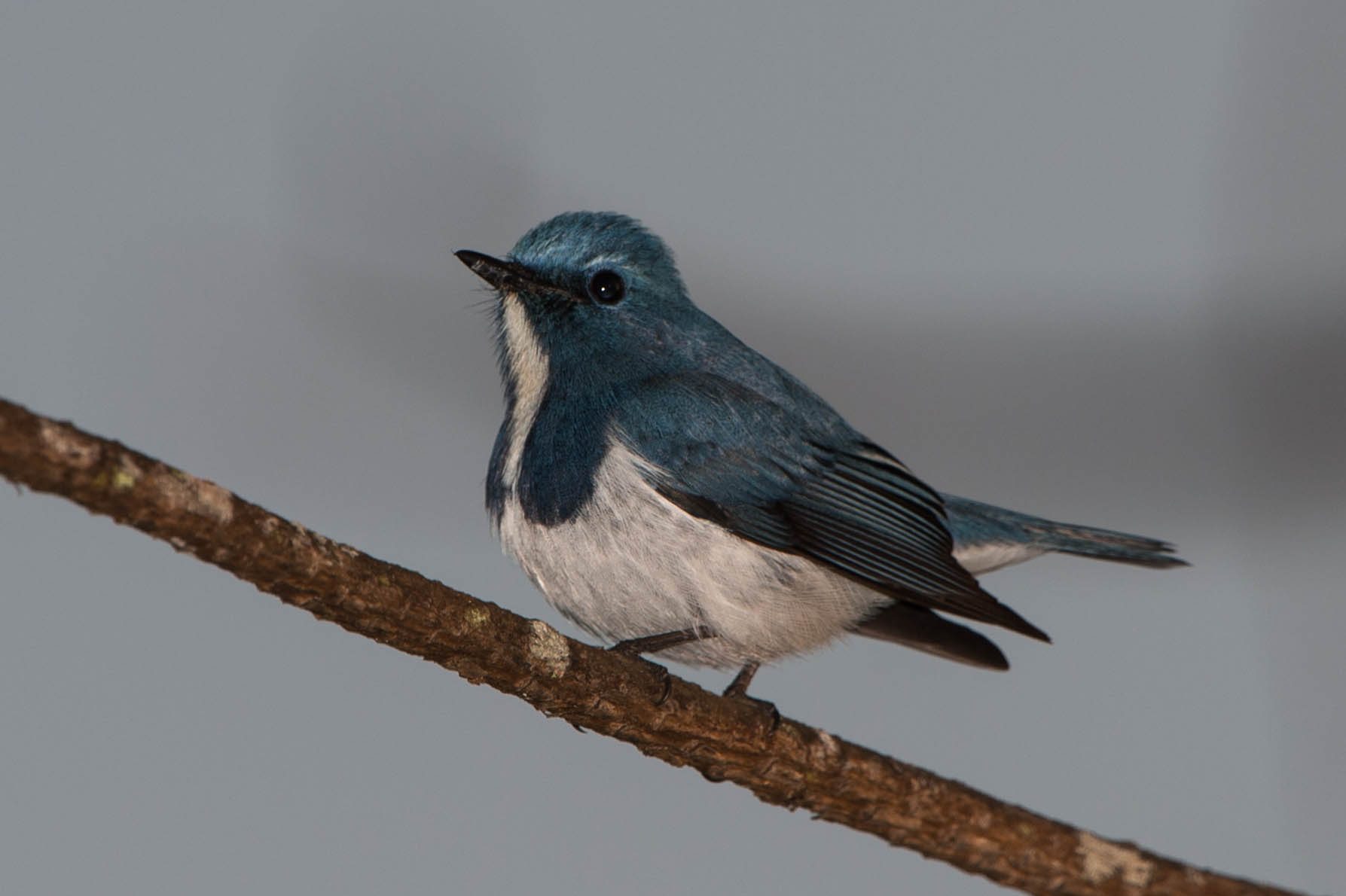
Macho en Doi Lang, Chiang Mai, norte de Tailandia.

En primavera y verano se reproduce desde el Himalaya occidental y sus estribaciones aledañas, desde Jammu and Kashmir y Himachal Pradesh a Uttarakhand (raza occental), y se entremezcla en Nepal con la raza oriental aestigma que continúa extendiéndose por el Himalaya oriental, a través de Bután a Arunachal Pradesh. Cría entre los 2000–2700 m, ocasionalmente llega a bajar entre los 1800 y puede alcanzar los 3200 m. 
Hay una tercera poblacción que se encuentra en las montañas situadas al este del subcontinente indio: los montes de Meghalaya y Nagaland, las montañas Khasi y de Cachar, los desplazamientos migratorios de esta poblacción se desconocen.   
Su hábitat reproductor son los bosques mixtos abiertos de robles, rododentros, pinos, abetos, etc., ocasionalmente se puede encontrar en los cultivos de árboles frutales.
El papamoscas ultramarino migra al sur para pasar el invierno, al centro y sur de la India, desde Delhi al norte de Maharashtra, Goa, y el norte de Maharashtra, por el este hasta Andhra Pradesh y Odisha. Las poblaciones invernantes en los estados del este posiblemente procedente de Nepal/Sikkim, son mixtas (parte de la población tiene listas superciliares  manchas en la base de la cola). A veces se encuentran individuos divagantes en el norte de Bangladés.

## Comportamiento
Generalmente suele encontrarse en solitario o en paraja, aunque a veces en se une a bandadas mixtas en busca de alimento.  Su dieta se compone principalmente de insectos. Permanece mucho tiempo en árboles bajos y matorrales, alimentándose entre el follaje de la copa, sin aventurarse mucho en zonas abiertas. Constantemente alza su cola, a menudo acompañandolo con el erizado de las plumas de su cabeza y emitiendo notas de tipo «trrr», especialmente en las proximidades del nido.

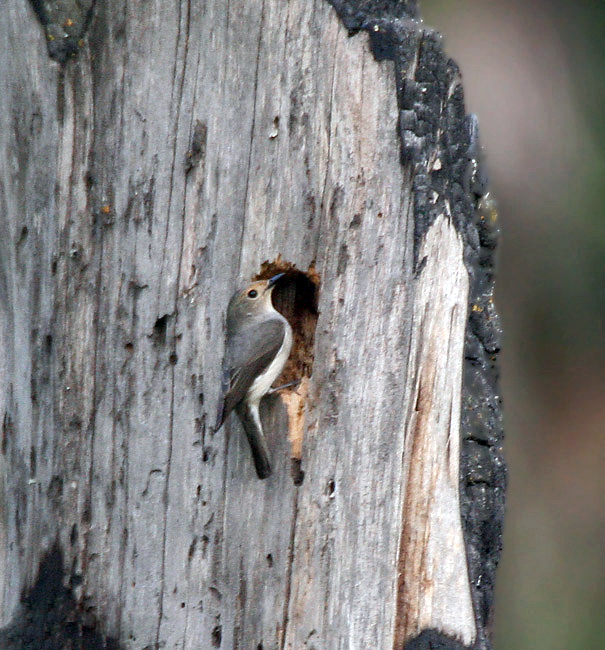
Suelen anidar en cavidades de los árboles.

### Reproducción
Su época de cría se extiende desde mediados de abril hasta los inicios de julio. Su nido es una estructura de musgo fino con algunas tiras de corteza de árbol y hierbas finas, forrada con pelo y raicillas. Suele estar situado en huecos y grietas de los árboles, a alturas de hasta siete metros, o bien en una depresión de un talud escarpado. También adopta fácilmente las cajas nido. Suelen poner entre 3 y 5 huevos, generalmente 4, que son de tonos entre el verde oliváceo y el ocre, densamente moteados en tonos pardo rojizos, principalmente en el extremo más ancho. El tamaño medio del huevo es de 16x12.2 mm.